# Judith Melin
Judith Melin, född 24 januari 1952, är en svensk kemiingenjör, teknisk doktor och före detta generaldirektör.
Melin avlade 1976 civilingenjörsexamen i kemiteknik vid Lunds tekniska högskola. Hon disputerade 1986 på en avhandling om migration av kväve i skogsekosystem, och har därefter publicerat flera studier om radioekologi med fokus på utsläpp och radiologiska konsekvenser från kärnkraftsolyckor. 
Hon har varit verksam som forskningsingenjör vid Sveriges lantbruksuniversitet samt departementsråd vid Miljödepartementet och tf professor och laboratoriechef vid Statens strålskyddsinstitut. 
Melin var generaldirektör vid Statens kärnkraftsinspektion 2000–2008 fram till sammanslagningen av SKI och SSI till den nya Strålsäkerhetsmyndigheten (SSM). Hon var därefter generaldirektör för Kustbevakningen 2008–2014. Hon var ledamot i  styrelsen för Arbetsgivarverket 2011–2014. 
Melin invaldes 2009 som ledamot av både Kungliga Ingenjörsvetenskapsakademien och Kungliga Krigsvetenskapsakademien.

## Utmärkelser
- Kommendörstecknet av Finlands Vita Ros’ orden,  20 maj 2014[1]

[Redigera Wikidata]